# Euhesma melanosoma
Euhesma melanosoma är en biart som först beskrevs av Cockerell 1914.  Euhesma melanosoma ingår i släktet Euhesma och familjen korttungebin. Inga underarter finns listade i Catalogue of Life.